# 福州屏山闽越国宫殿遗址
27°32′48″N 118°02′38″E / 27.54667°N 118.04389°E
福州屏山闽越国宫殿遗址，又稱閩越王宮遺址，位于福建省福州市屏山一帶，是一座汉朝宫殿遗址，学术界认为是闽越王城遗址。
2013年，正在修建的福州地铁屏山站挖掘到了一批载有“万岁”的龙纹、卷云瓦当，并出土了上千件文物其中包含宫殿级别的文物，由此确定了闽越王城位于福州。国家文物局专家亦认为此次的考古发掘肯定了冶城与闽越王城就在福州。且据碳十四检测报告，木炭的年代为春秋时期；再根據城墙、陶片的材料進行分析，可證得闽越王城位于福州。

## 发掘过程争议
2012年，福州开始修建地铁1号线，在多个站点发掘到了文物。随后福州考古队要求暂缓建设地铁，并表示「地铁可以后续修建，但是文物一旦毁坏就无法复原，闽越国宫殿遗址是福建之根、福州之根，代表了福建数千年的文明」。
福州市人民政府暫時接受考古隊意見，但要求考古隊在几个月内完成发掘，「只要时间一到，立刻停止，无论文物遗址是否完成发掘，地铁将继续修建」。之后福州考古队队员高建斌在微博发文表示「绝对不能毁坏文物遗址」，并公开向时任市长杨益民喊话，由此引发了巨大的舆论。随后，中華人民共和國國家文物局要求福州市暂缓发掘，但此时已经有部分文物和遗址被毁坏。
国家文物局介入和在网络上引发巨大舆论后，福州市人民政府表示绝对会保护好文物遗址，立刻暂缓福州地铁1号线的修建。后续按照方案采取切割方式保留了大部分站点的文物遗址，但另有几个站点由于保护不及时已经被地铁盾构机挖掘无法抢救。
福州市人民政府在修建地铁前有进行考古勘探，但没有重视考古队的建议依然在此设立站点，忽视考古工作，层层推诿，导致了部分福州屏山闽越国宫殿遗址被损毁。这是考古的一大损失，而事件发生后没有一位当地部门和官员被问责。